# Atrichopogon uruguayensis
Atrichopogon uruguayensis är en tvåvingeart som först beskrevs av Cordero 1929.  Atrichopogon uruguayensis ingår i släktet Atrichopogon och familjen svidknott.
Artens utbredningsområde är Uruguay. Inga underarter finns listade i Catalogue of Life.